# Barbuda
Barbuda is een eiland in de Caraïbische Zee en maakt deel uit van de staat Antigua en Barbuda. In 2011 telde het eiland 1.634 inwoners waarvan de meesten in Codrington woonden.
Ten zuiden van Barbuda liggen de eilanden Antigua, Montserrat en Guadeloupe; ten noorden van Barbuda liggen Nevis, Saint Kitts, Saint-Barthélemy en Sint Maarten.
Barbuda werd in 2017 zwaar getroffen door orkaan Irma en is tijdelijk geëvacueerd geweest.

## Geschiedenis
In 1493 landde Christoffel Columbus op Barbuda, en werd het eiland bewoond door Arowakken en Cariben die het land Wa’Omoni noemden. Nadat de Spanjaarden en de Fransen er nederzettingen hadden opgericht, startten de Engelsen er in 1667 een kolonie. De grond was niet geschikt voor grootschalige plantages, en Barbuda was voornamelijk gebruikt voor het verbouwen van voedsel voor de naburige eilanden, en het leveren van ambachtslieden. In 1805 waren er op Barbuda 314 slaven, ongeveer 500 koeien, en 20.000 tot 25.000 schapen.
In 1981 werd Barbuda, samen met Antigua en Redonda onafhankelijk van het Verenigd Koninkrijk als de staat 'Antigua en Barbuda'. In 1989 deed de Barbuda Independence Movement mee aan de verkiezingen. De eenmanspartij streed voor de onafhankelijkheid van Barbuda ten opzichte van Antigua. De partij haalde slechts 71 stemmen en geen zetel, en deed nadien aan geen enkele andere verkiezing in het land mee. 
In tegenstelling tot andere eilanden in het Caraïbisch gebied wilden de inwoners geen massatoerisme op het eiland. In 2007 werd de Barbuda Land Act aangenomen waarin het land op Barbuda tot gemene gronden werd verklaard, en eigendom van de bevolking. Projecten van meer dan $5,4 miljoen moesten door de lokale regering worden goedgekeurd.
In 2017 werd Barbuda zwaar getroffen door orkaan Irma. Premier Gaston Browne verklaarde dat 95% van de gebouwen op het eiland beschadigd tot verwoest waren door de categorie 5-orkaan, hierdoor werd Barbuda de facto onbewoonbaar. Eén kind is omgekomen. Na Irma werd de volledige bevolking van het eiland (zo'n 1700 bewoners) geëvacueerd naar het naburige Antigua. Hierdoor woonde er voor het eerst in 300 jaar geen mens meer op Barbuda. In februari 2019 was echter een groot deel van de bevolking weer teruggekeerd.
Tijdens de evacuatie van de bevolking werd door de regering van Antigua de Barbuda Land Act ingetrokken, en werd toestemming verleend voor de constructie van grootschalige toeristenresorten door  het Amerikaans hotelmerk Nobu zonder toestemming van de lokale regering. Nobu is eigendom van onder meer John Paul DeJoria, Robert De Niro, en James Douglas Packer. Tijdens de afwezigheid van de gevluchte Barbudanen werden werken voor een internationale luchthaven voor toeristen opgestart, terwijl de rest van het eiland na de ramp voor lange tijd in puin bleef.
Teruggekeerde bewoners beschuldigden de centrale regering van Antigua en Barbuda van rampenkapitalisme en daagden hen in november 2023 voor de Privy Council in Londen, een hoog gerechtshof dat onder andere zaken van het Gemenebest behandelt. De centrale regering zou moedwillig de terugkeer van de Barbudanen tegengehouden hebben ten voordele van de toeristenprojecten.

## Geografie
Barbuda is niet van vulkanische oorsprong. Het is een koraalrif dat langzaam in twee fases naar boven is gekomen. Oorspronkelijk vormden Antigua en Barbuda één eiland, maar zijn ongeveer 10.000 jaar geleden gescheiden, en bevinden zich ongeveer 40 km van elkaar. De zee tussen de eilanden is ondiep en bevat veel scheepswrakken. Barbuda is omringd door koraalriffen. Het eiland is laag met uitzondering van het zuidelijk gedeelte dat Highlands heet, en een maximale hoogte bereikt van ongeveer 38 meter. Boven op de heuvel bevindt zich de ruïne van Highland House.

### Stranden
Barbuda is bekend door zijn lange rustige stranden en sommige stranden zijn periodiek roze gekleurd vanwege de aanwezigheid van foraminifera. Alle stranden zijn openbaar. De belangrijkste stranden zijn:
- Low Bay Beach, een 18 km lang strand langs de Codringtonlagune
- Princess Diana Beach, een lang strand in het zuidwesten dat in 2011 vernoemd is naar Diana Spencer, die er vaak op vakantie was geweest[18]
- River Beach, een strand bij Martello Tower in het zuiden
- Two Foot Bay, een strand aan de Atlantische westkust

## Natuur

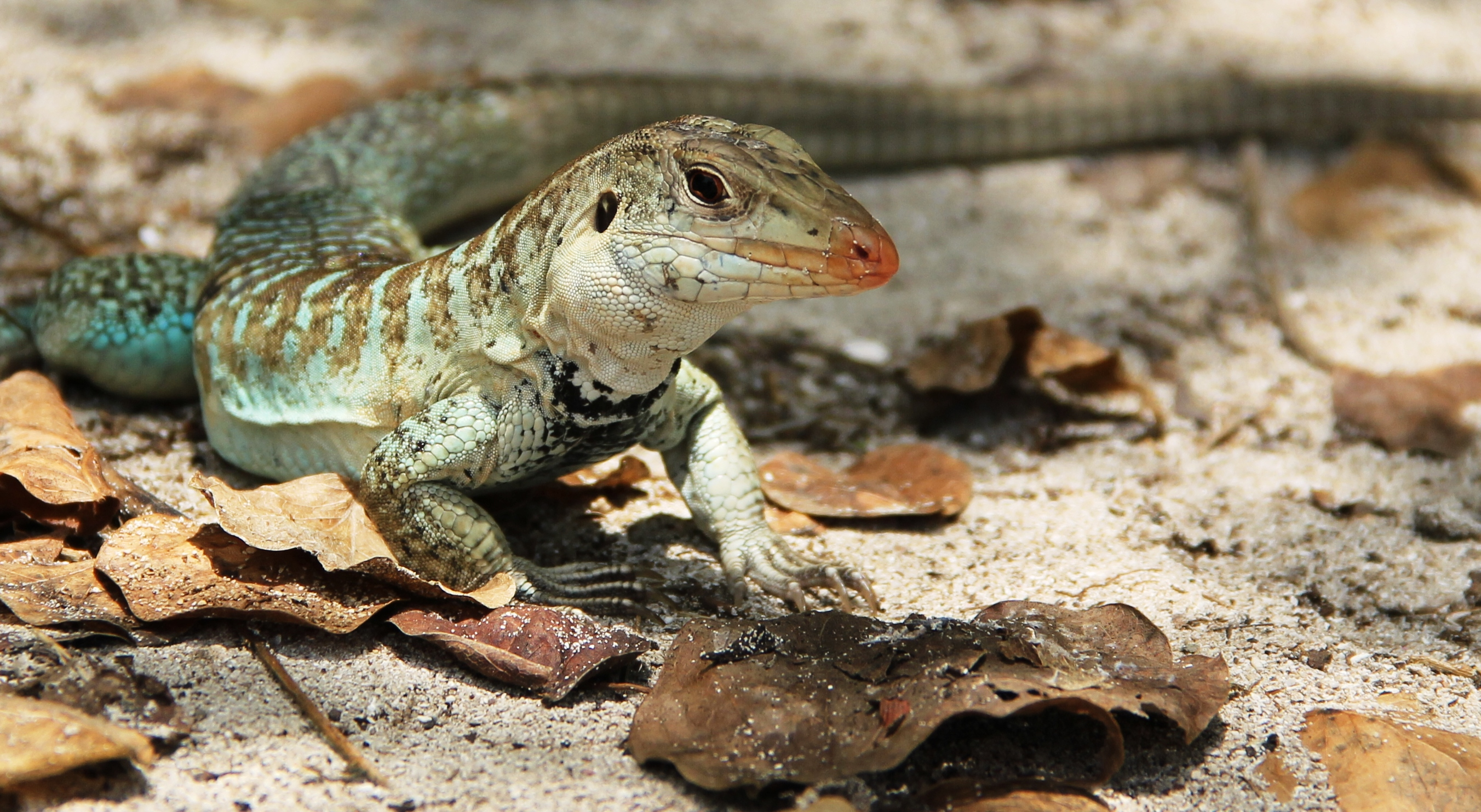
Pholidoscelis griswoldi

Een groot deel van Barbuda inclusief de kust is nog ongerept. Er bevinden zich natuurlijke zoutmeren aan de kust. De Codringtonlagune is een 27,5 km² beschermd natuurgebied. De lagune herbergt de grootste fregatvogelkolonie van het Caraïbisch gebied met meer dan 2.500 exemplaren, en vele andere vogels. De fregatvogelkolonie kan alleen per speciale watertaxi worden bezocht vanaf Codrington. De stranden op Barbuda worden gebruikt door schildpadden om hun eieren te leggen.
Endemische dierensoorten die op Barbuda en de andere eilanden van de Antiguabank voorkomen zijn de hagedis Pholidoscelis griswoldi. en de Barbudazanger.

## Transport
Er is op Barbuda maar één hoofdweg die loopt vanaf de veerboothaven en Martello Tower in het zuiden via Codrington naar Two Foot Bay in het noorden. Er zijn verschillende onverharde wegen naar de stranden en bezienswaardigheden. Het grootste deel van het binnenland bestaat uit dicht struikgewas.
De veerboot naar Antigua vertrekt van River Dock in het zuiden van eiland. De twee bestemmingen zijn de haven van St. John's en Jolly Harbour bij Bolands. De overtocht duurt ongeveer 90 minuten.
Het vliegveld van Barbuda is Barbuda Codrington Airport en is alleen geschikt voor kleine vliegtuigen. Het belangrijkste internationale vliegveld is V. C. Bird International Airport in Antigua.

## Galerij

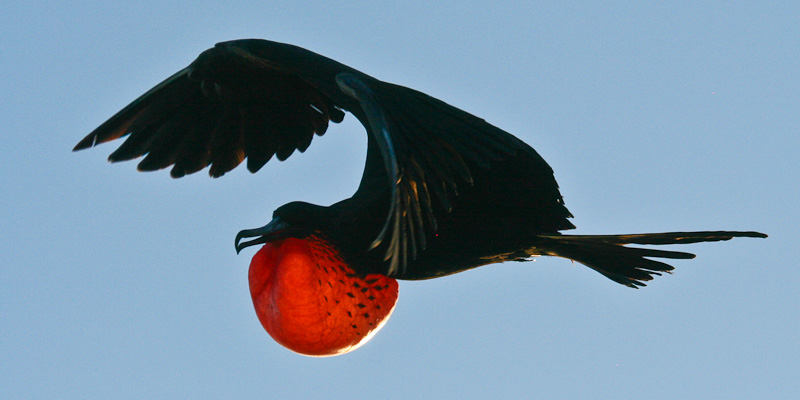
Fregatvogel in Barbuda
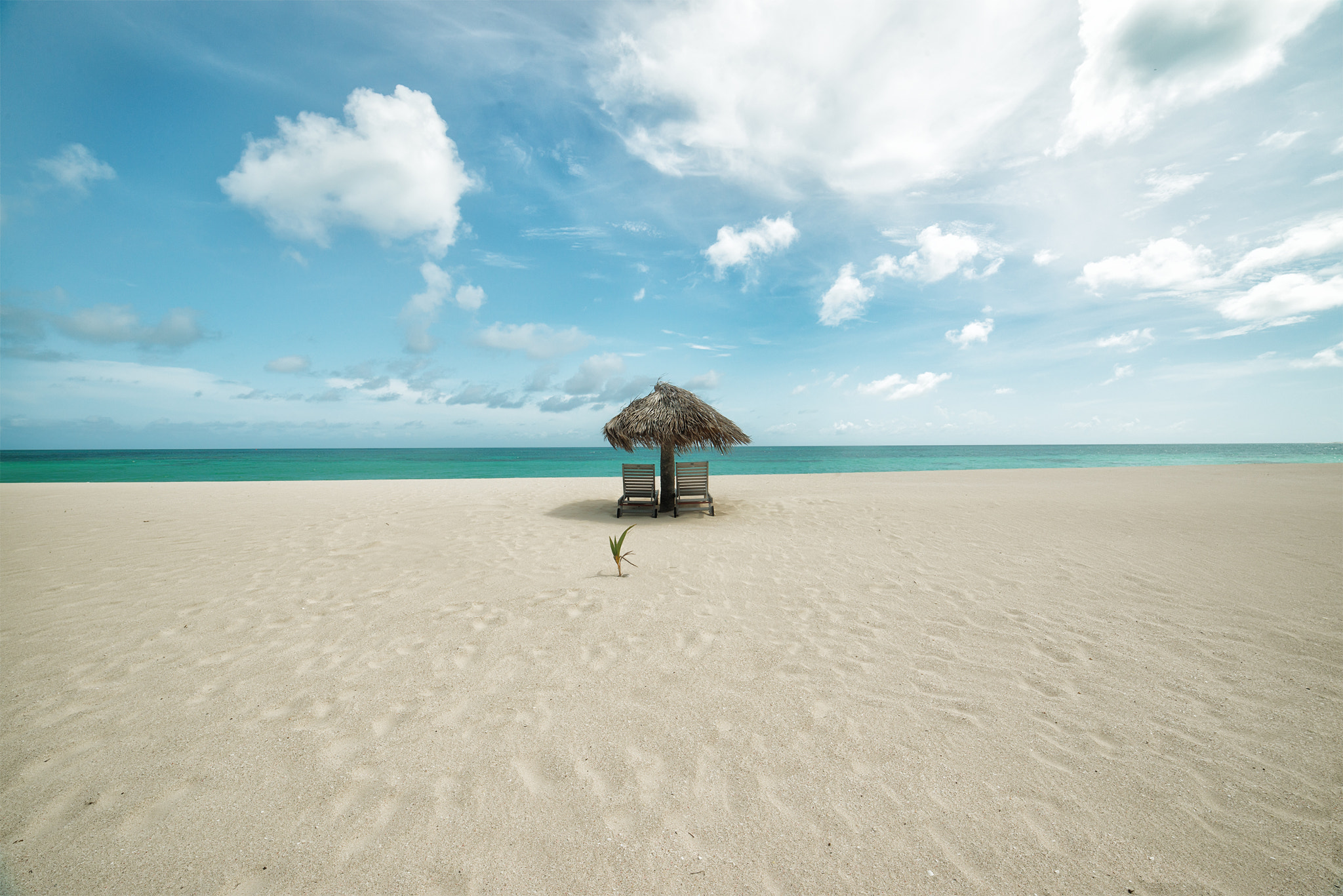
Low Bay Beach
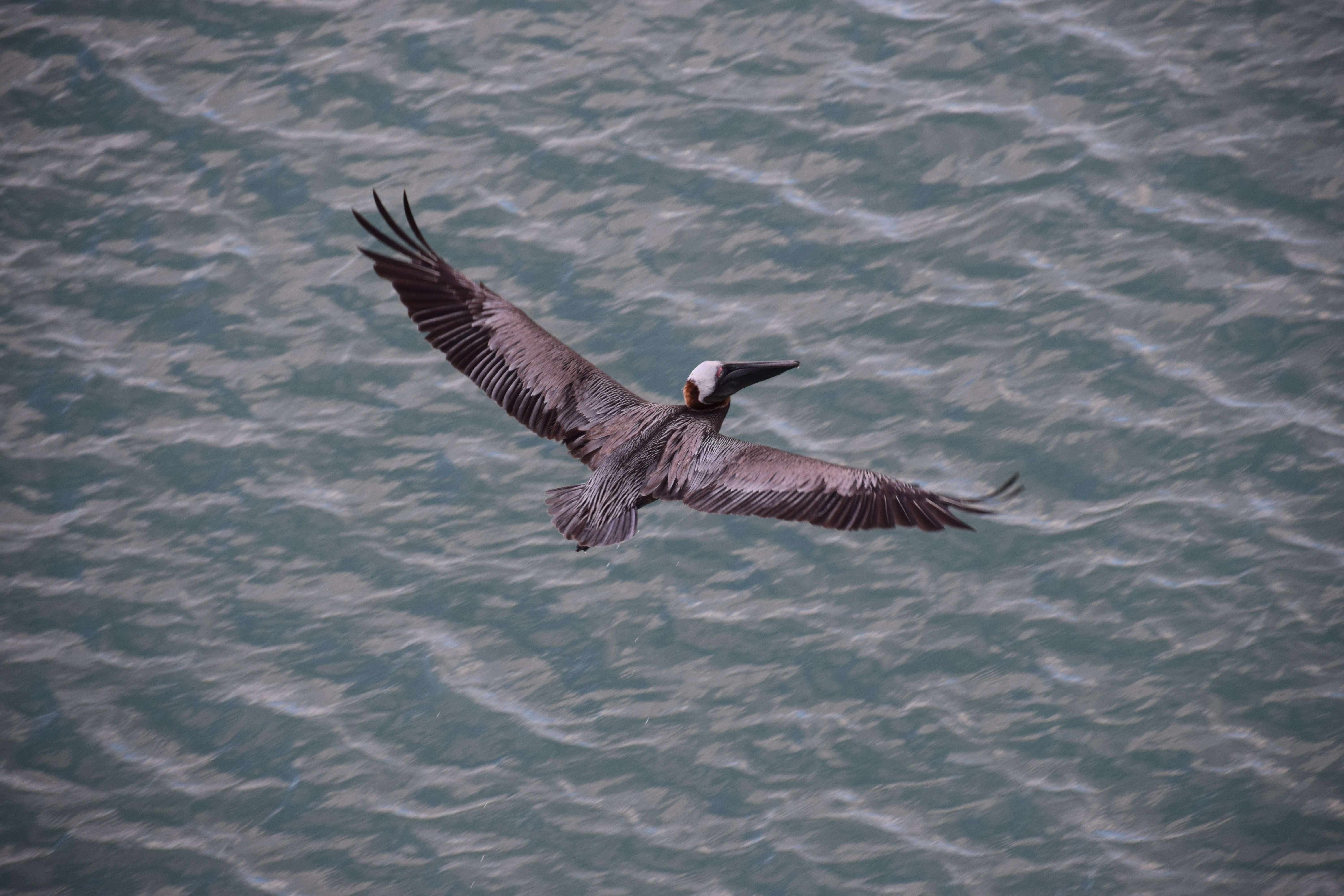
Bruine pelikaan in Barbuda
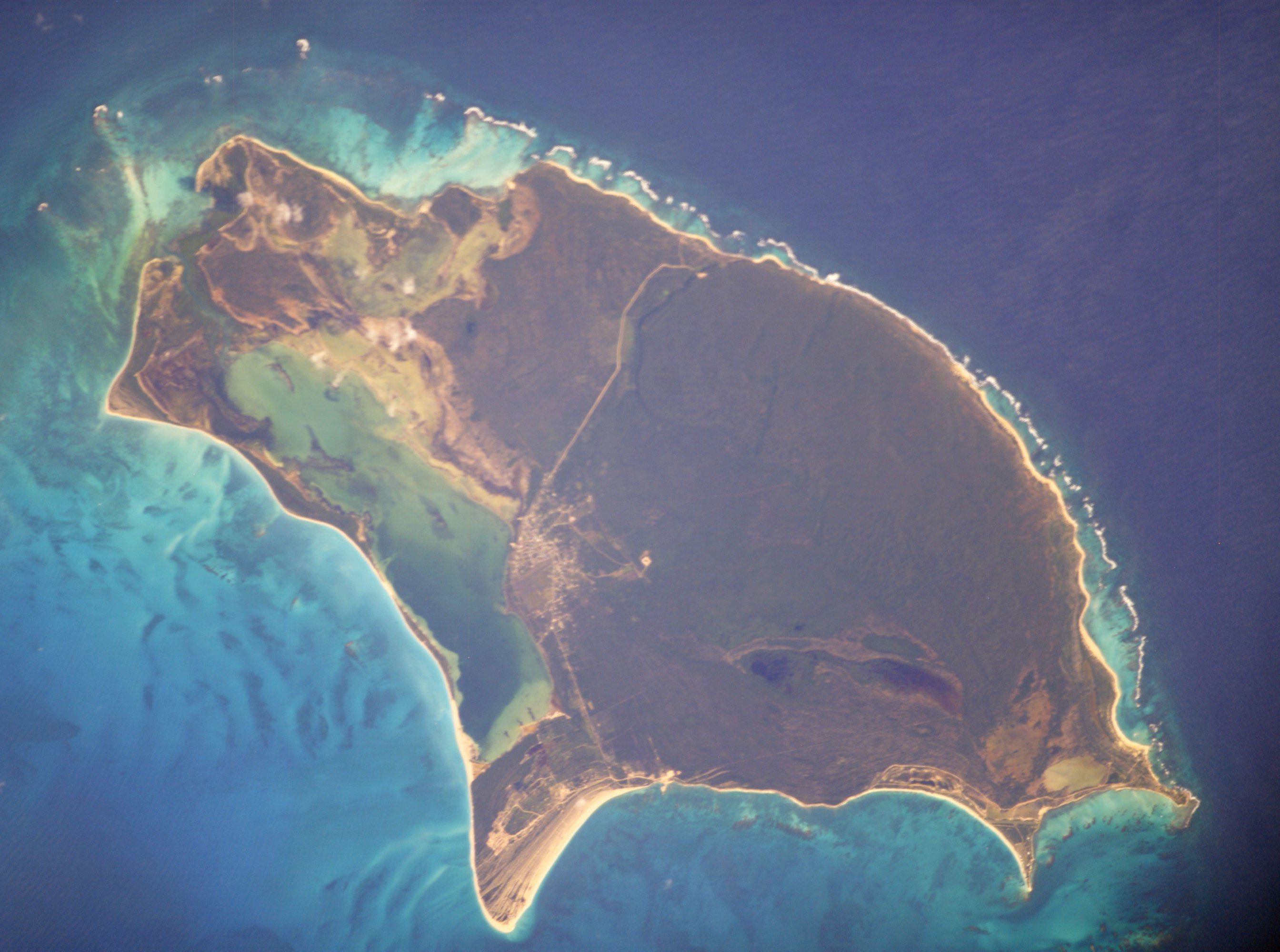
Berbuda gezien vanaf het internationaal ruimtestation